# 忠僕號

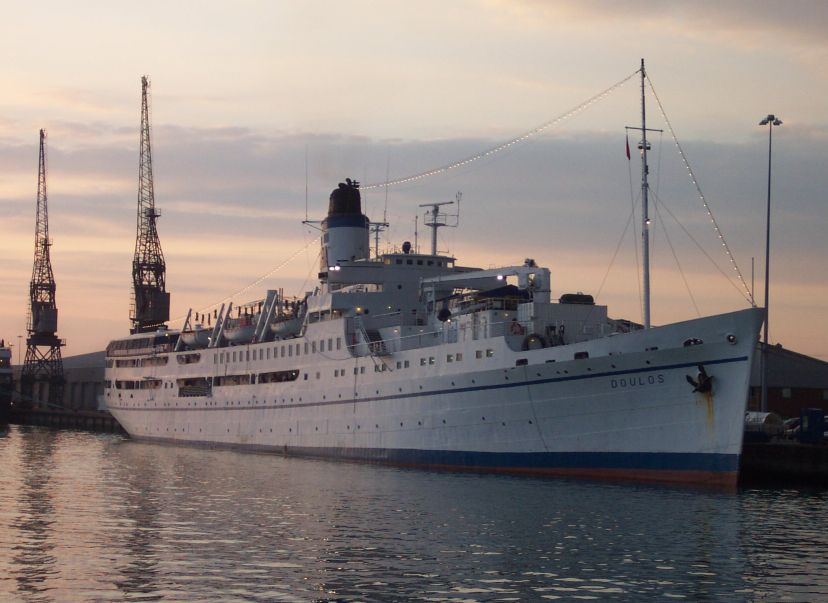
2004年訪問英格蘭南安普敦的忠僕號

忠僕號（MV Doulos）是一艘於1914年建造的郵輪，運作時被金氏世界紀錄認可為仍在航行的最古老郵輪，曾經被稱為「世界最大的海上書坊」。該船已於2010年正式退役，賣給新加坡商人後，易名為「MV Doulos Phos」。2013年9月拖往印尼巴丹島進行改裝，新船東改裝後將船置於民丹島做為渡假旅館之用，於2019年6月開業，擁有104間客房。望道號（MV Logos Hope）接替此船的任務，現為世界最大海上書坊。

## 基本資料
- 名稱：忠僕號（MV Doulos）
- 代號：9HKF
- 註冊港口：馬爾他-瓦萊塔
- 類別：客輪
- 建造於：1914年，美國紐波特
- 等級：Registro Italiano Navale(RINA),(Reg No.23152)
- 噸位：6818 GRT

### 容量
- 載客數：414人
- 貨物（包含書籍：1037立方公尺）
- 乾燥儲備物資：220立方公尺
- 冷藏儲備物資：72立方公尺
- 燃油：536立方公尺
- 柴油：326立方公尺
- 潤滑油：50立方公尺
- 飲用水：1720立方公尺

### 體積
- 長度：130.35公尺
- 寬度：16.60公尺
- 船吃水深：5.54公尺

### 主推進引擎
- FIAT GMT C4218SS
- V-18 cyl. 4-stroke
- 5958kW(8100bhp)
- 中間燃油式
- Renk Reduction Gear
- Fixed Pitch Propeller

## 簡介
忠僕號於1914年8月22日下水，那時候她稱為「麥地那」（Medina）：一艘蒸氣貨輪，她的處女航是從紐約載洋蔥到德州的加爾維斯頓，是第一次世界大戰期間是美國補給船。
1950年，她又重新命名為「羅馬號」（Roma），改裝為客輪，船艙可住287船員和694乘客，用來搭載移民從義大利到澳洲。
1952年，又再一次更名為「佛倫卡C」，並於1959年整修由蒸氣引擎改為柴油引擎，成為豪華觀光郵輪，航行於南美洲和地中海沿岸，船上有畫廊、賭場、餐廳、泳池和戲院，可讓345名乘客入住。
最後在1977年，這艘郵輪在送去廢鐵場半途存活下來，並由德國非營利慈善機構（Gute Bücher für Alle）慈善事業購買。經過整修過程，最後這艘船成為現在的「忠僕號」，泳池和賭場改裝為會議室和書室。並於1993年在南非開普敦進行大修，更換船上的電力系統及70公里長的電線，此大修工程由世界各地的志工到南非進行。1998年再進行大修更換部份老舊設備。
直至2010年忠僕號為國際性差會「世界福音動員會」（Operation Mobilisation International）的事工之一，船員是來自超過50個不同的國家共320名的義工。三大使命為：為民眾傳送知識（Knowledge）、提供援助（Help）及帶來希望（Hope）。
2010年賣給新加坡商人後，易名為「MV Doulos Phos」。2013年9月拖往巴淡島進行改裝，新船東計劃在改裝後將船置於民丹島做為渡假旅館之用。
2015年10月MV Doulos Phos被移動至民丹島。

## 統計與航程

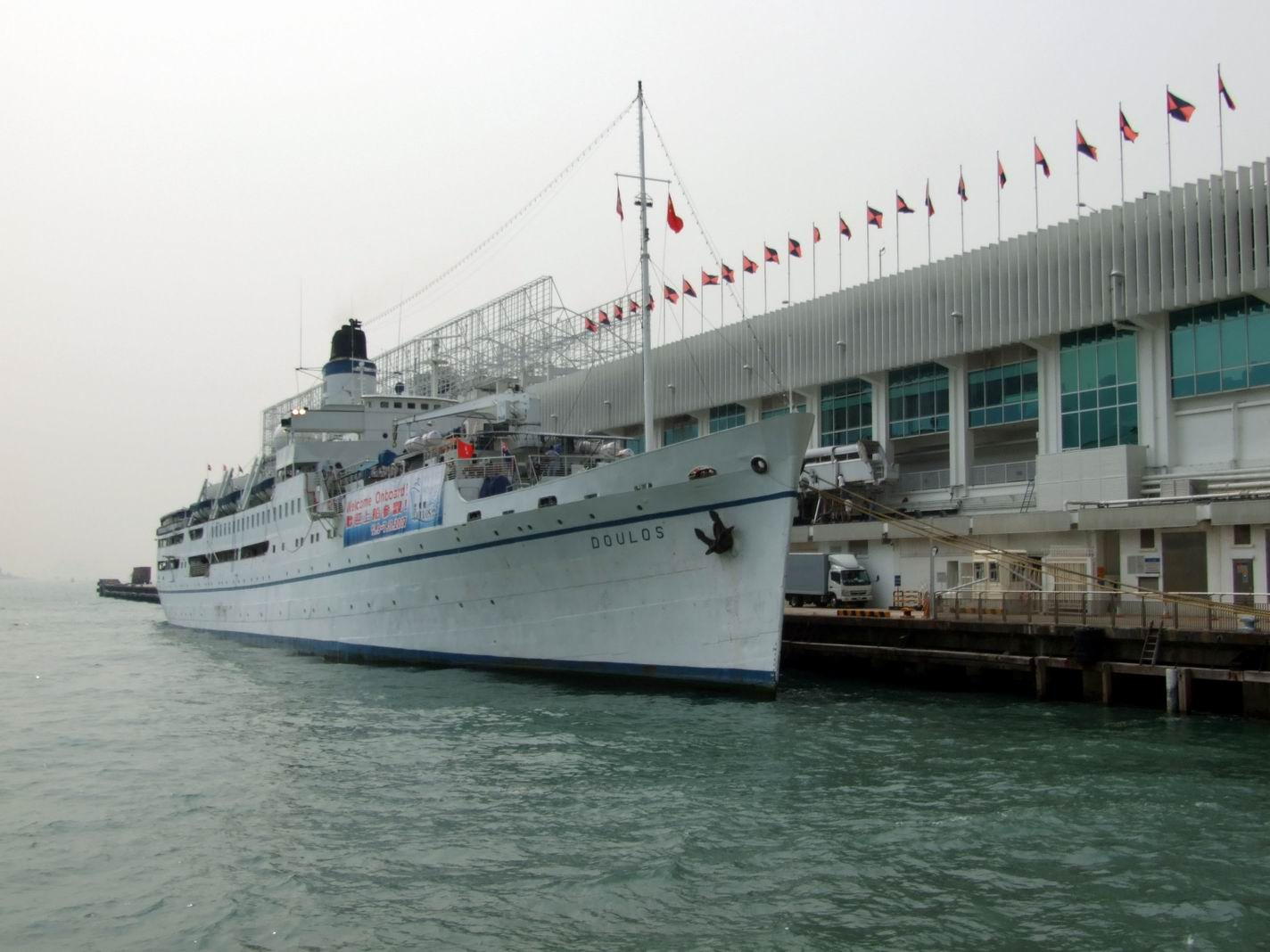
2007年訪問香港時停靠在海運碼頭的忠僕號

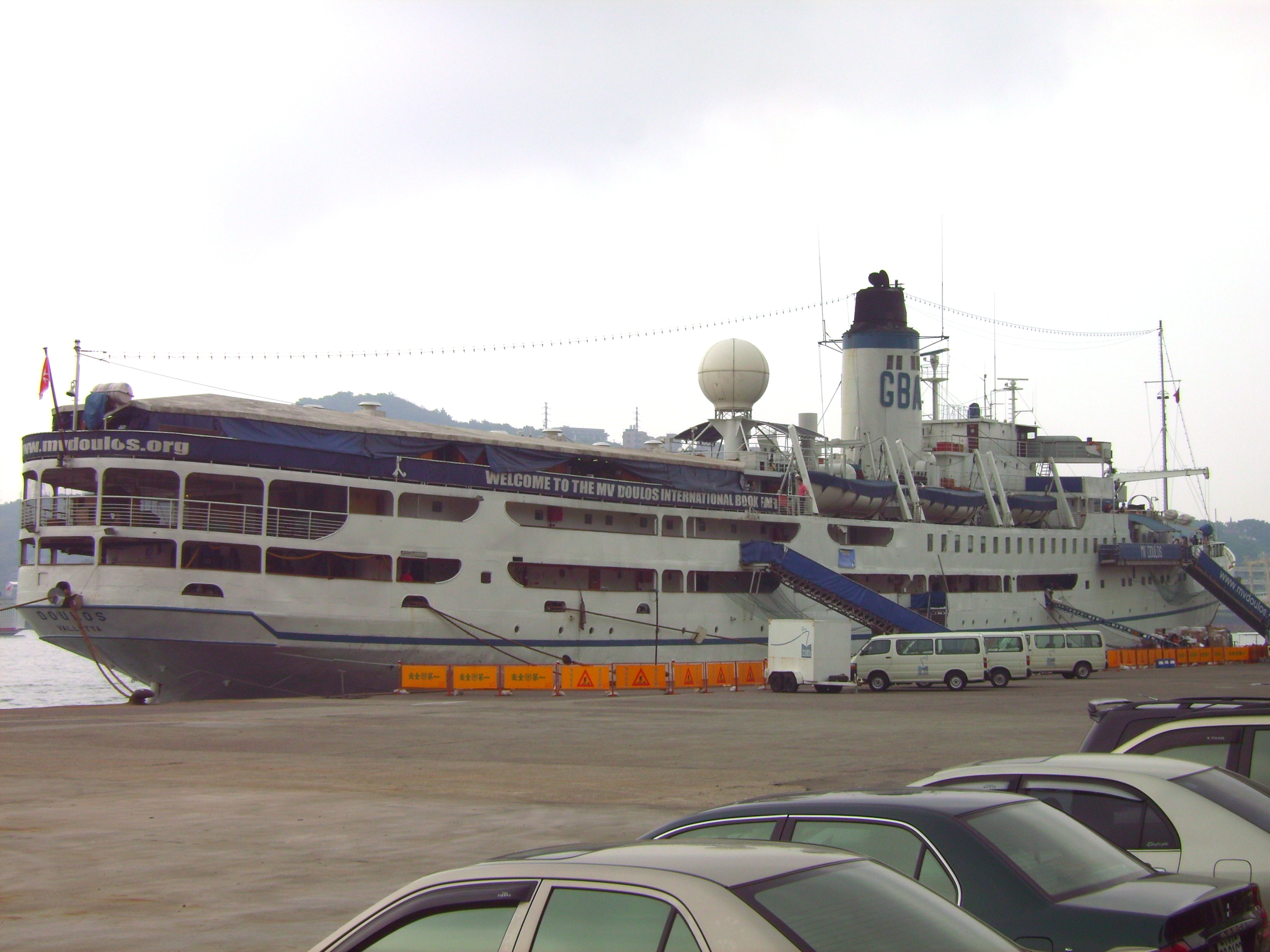
停靠在基隆港的忠僕號

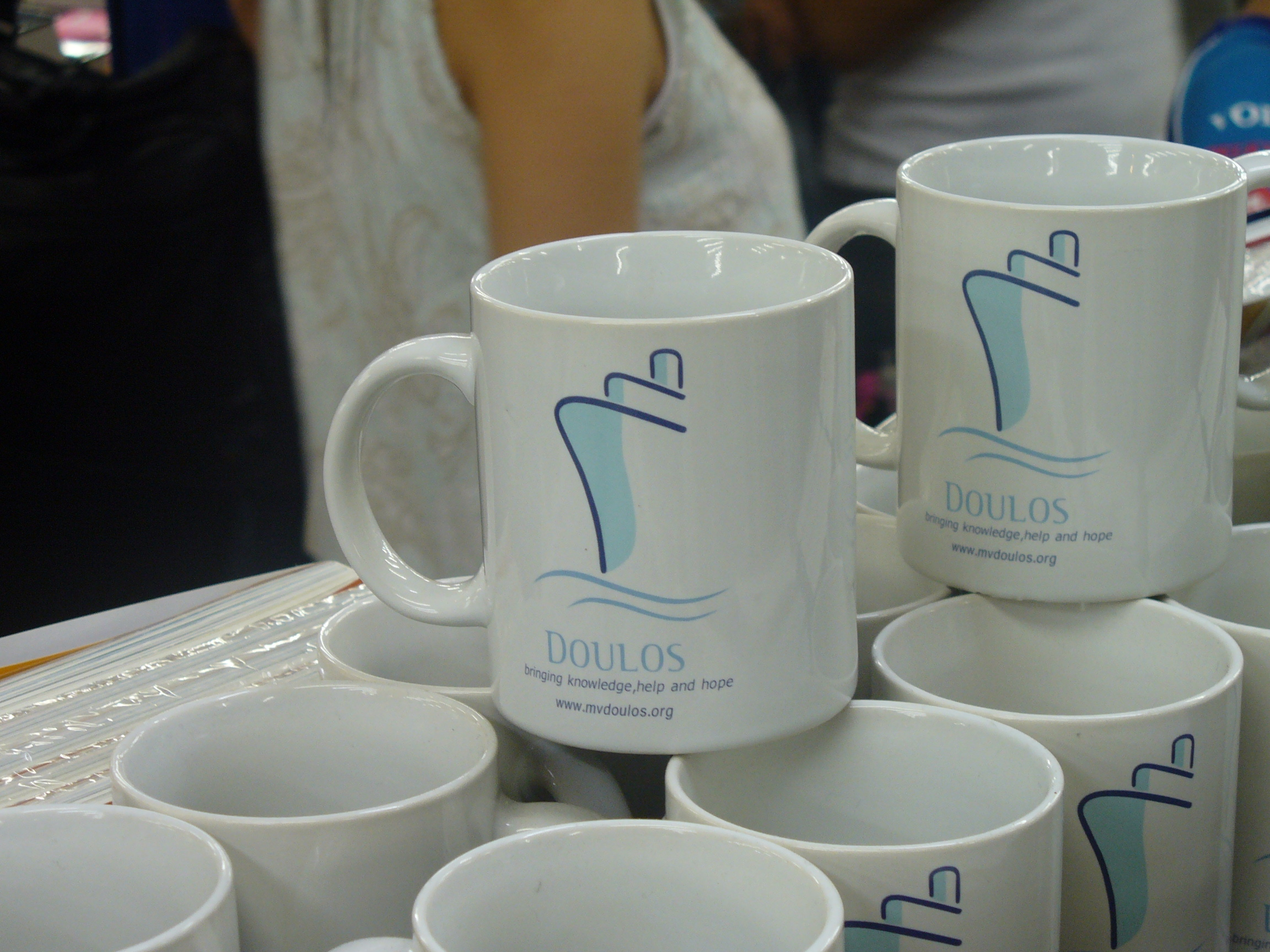
忠僕號上售賣的紀念品

### 統計
- 船上載著100噸的文學作品，相當於50萬本書。
- 平均都會有40個國家的人同時待在船上。
- 每年平均會用3700公升的油漆。
- 每天平均會供應1000份餐點，烘培50條麵包。
- 從1978年開始，已經有1900萬人參觀過忠僕號的國際書展。

### 忠僕號 Doulos 的地點紀錄
詳細泊岸紀錄,請參考OM 網站網專頁: 
http://www.gbaships.org/index.php?option=com_content&view=article&id=19&Itemid=126

或
https://www.gbaships.org/index.php?option=com_content&view=article&id=19&Itemid=177&lang=en （页面存档备份，存于）
節錄:
（由歐洲出發）
- 1988年8月台灣台中港：當日有24200人參觀忠僕號，創下單日拜訪人數最高紀錄。
- 1992年8月俄羅斯海參崴港：是蘇聯解體後第二艘駛進這港口的非蘇聯船隻。
- 1994年5月紅海：當忠僕號行駛於紅海時，一艘從沙烏地阿拉伯航向埃及的載客渡輪起火燃燒。忠僕號為這次發生意外的倖存者提供醫藥救援行動。
- 1996年7月中國上海港
- 1996年8月日本鹿兒島
- 1998年12月緬甸仰光
- 2001年2月越南胡志明市
- 2001年8月南韓群山
- 2007年3月10日到3月27日：台灣高雄港漁人碼頭
- 2007年4月5日：台灣台中港19A碼頭-旅客服務中心
- 2007年4月20日至5月7日：台灣基隆港東四碼頭。
- 2007年9月香港：第8次訪港，由律政司司長黃仁龍主持開幕儀式。[5]
- 2009年4月3日~5月28日台灣：退役前最後一次造訪台灣高雄港、花蓮港及基隆港。
- 2009年6月6日~7月4日香港：退役前最後一次訪港。（1988、1991、1992、1996、2000、2007、2009）

## 另見
- 望道號（MV Logos Hope）
- 真道二號（MV Logos II）

## 外部連結
- 忠僕號Blog （页面存档备份，存于）
- Doulos官方網站 （页面存档备份，存于）